# Setebos (satelit)
Setebos /'se.te.bos/ este unul dintre cei mai exteriori sateliți neregulați retrograzi ai lui Uranus. A fost descoperit pe 18 iulie 1999 de John J. Kavelaars⁠(d) et al. și desemnat provizoriu S/1999 U 1. 

Animație de imagini de descoperire realizate în iulie 1999

Confirmat ca Uranus XIX, este numit după zeul adorat de Caliban⁠(d) și Sycorax⁠(d) în piesa Furtuna a lui William Shakespeare.
Parametrii orbitali sugerează că ar putea aparține aceluiași cluster dinamic ca Sycorax și Prospero, sugerând o origine comună. Cu toate acestea, această sugestie nu pare să fie susținută de culorile observate. Satelitul apare neutru (gri) în lumina vizibilă (indici de culoare BV=0,77, RV=0,35),  similar cu Prospero dar diferit de Sycorax (care este roșu deschis).
Un crater de pe Umbriel este numit și el după Setebos, dar cu ortografia Setibos.